# Lenees
A l'antiga Atenes, les Lenees (en grec antic Λήναια) eren unes festes en honor de Dionís Leneu. L'epítet fa referència o bé a ληνός ("lenós", una àmfora de vi) o bé a les Ληνάι ("Lenai", les mènades).
Els jonis celebraven la festa el 12è dia del més de Leneon, que correspon al gener-febrer del calendari julià. A Atenes, que seguia el calendari àtic, aquest mes, anomenat Gamelion, correspon aproximadament al gener actual. Algunes fonts diuen que aquestes festes en un principi se celebraven juntament amb les Dionísia i que posteriorment es van separar. Probablement aquest festival, o una part del festival rebia el nom d'Ambrosia.
Durant la festivitat, s'oferien en primer lloc els primers vins premsats al temple del déu, i després assistien a un banquet que se celebrava a càrrec de l'erari públic. Més tard hi havia una processó (πομπή). Se'n sap molt poca cosa dels ritus, però sí sabem que hi havia concursos dramàtics que se celebraven al teatre de Dionís, inaugurat vora el 440 aC, i en els quals les representacions teatrals tenien un lloc destacat.
Durant la processó tenien lloc una gran quantitat de bromes entre els participants i la gent del públic, normalment de caràcter obscè, que semblen introduïdes des de la festa de l'Antestèria. Només hi participaven els atenesos, i per això eren menys lluïdes que les Dionísia, ja que no hi assistien estrangers. El primer dia es cantaven ditirambes, i el vencedor del concurs rebia una corona d'heura. La festa central la duien a terme unes dones anomenades Lenèides, que mostraven un frenesí com les bacants. Després es feien els concursos teatrals al teatre de Dionís, i a les Lenees, l'autor de comèdies Aristòfanes va representar Els acarnesos, Les vespes i Els cavallers.
Els romans celebraven una festa semblant, probablement derivada d'aquesta, anomenada Brumàlia.